# Мирсаидов, Шукурулла Рахматович
Шукурулла Рахматович Мирсаидов (14 февраля 1939, Ленинабад, Таджикская ССР, СССР — 2 ноября 2012, Ташкент, Узбекистан) — советский и узбекский государственный деятель, председатель Совета Министров Узбекской ССР (1990).

## Образование
Родился в семье рабочего. В 1959 г. окончил Ташкентский финансово-экономический институт. Доктор экономических наук.
- 1959—1963 гг. — экономист, старший экономист, начальник сектора Ташкентского облплана,
- 1963—1964 гг. — ассистент кафедры Ташкентского института народного хозяйства,
- 1964—1971 гг. — заместитель председателя Ташкентского облплана; затем начальник управления Ташкентского облисполкома,
- 1971—1981 гг. — председатель горплана — заместитель председателя Ташкентского горисполкома,
- 1981—1984 гг. — заместитель председателя, первый заместитель председателя Госплана Узбекской ССР,
- 1984—1985 гг. начальник Центрального статистического управления Узбекской ССР,
- 1985—1988 гг. — председатель Ташкентского горисполкома,
- 1988—1989 гг. — заведующий социально-экономическим отделом ЦК Компартии Узбекистана,
- 1989—1990 гг. — заместитель Председателя Совета Министров Узбекской ССР — председатель Госплана республики,
- март-ноябрь 1990 г. — Председатель Совета Министров Узбекской ССР,
- ноябрь 1990—1991 — Вице-президент Узбекской ССР.
- С момента провозглашения независимости республики в августе 1991 года — вице-президент Республики Узбекистан.
- 1992 г. — государственный секретарь при Президенте Узбекистана.
- 1992—1993 гг. — представитель Международного фонда по приватизации и инвестиции иностранных капиталов.

Член КПСС с 1962 г. Член ЦК КПСС (1990—1991). Народный депутат Узбекской ССР.
В 1993 г. Верховный суд Узбекистана вынес ему приговор, признав виновным в злоупотреблении служебным положением. Согласно приговору, как вице-президент Узбекистана он «имел сомнительные отношения с иностранным подданным — представителем одной из зарубежных фирм» и давал своим подчиненным указания о заключении заведомо невыгодных для республиканской экономики контрактов на поставку хлопка. Экономический ущерб государству был оценён в $5,6 млн. Политика приговорили к трем годам тюрьмы общего режима с конфискацией имущества, но освободили от отбытия наказания в связи с Указом президента Узбекистана об амнистии в связи с первой годовщиной провозглашения независимости республики.
В августе того же года подвергся покушению — взорван автомобиль, выжил случайно. Вскоре эмигрировал в Российскую Федерацию. В 1996 г. власти разрешили ему заняться общественно-политической деятельностью. В октябре 1996 г. он возглавил Координационный центр оппозиционных сил Узбекистана, куда вошли основательно поредевшие «Бирлик», «Эрк», Союз свободной молодёжи и некоторые другие организации.
В одном из своих интервью отметил, что «составные макроэкономические изменения, произошедшие за время после приобретения независимости, вовсе не отвечают требованиям». Также считал самой приоритетной задачей Узбекистана обеспечение народа рабочими местами и управление интеллектуальным потенциалом. 

## Награды и звания
Награждён орденом Трудового Красного Знамени, двумя орденами «Знак Почета», орденом Дружбы народов.